# Ministero della salute (Grecia)
Il Ministero della salute (in greco Υπουργείο Υγείας?, Ypourgeio Ygeias) è un dicastero del governo greco, responsabile della gestione del sistema sanitario nazionale della Grecia.
L'attuale ministro è Adōnis Geōrgiadīs, in carica dal 14 gennaio 2024.

## Riepilogo storico
I primi sforzi sistematici per organizzare i servizi sanitari in Grecia iniziarono durante il regno di Ottone, con l'istituzione del primo servizio sanitario del paese nel 1833. Denominato "Dipartimento di Igiene", era uno dei sei dipartimenti del neonato Ministero dell'interno ed era incaricato di supervisionare la salute pubblica. Dal 1894 al 1914, l'organismo amministrativo centrale per i servizi sanitari era la "Direzione di Igiene Pubblica e Percezione", anch'essa sotto il Ministero dell'Interno.
Fino al 1914, non furono compiuti passi significativi per espandere i servizi sanitari, poiché le risorse e il bilancio nazionale erano principalmente destinati alla preparazione di un robusto esercito. Tuttavia, dopo le guerre balcaniche, l'attenzione dello Stato si spostò verso il soddisfacimento delle esigenze dei soldati in pensione. Di conseguenza, nel 1917, i servizi sanitari e di assistenza precedentemente frammentati furono consolidati in una nuova entità: il "Ministero del Welfare Sociale". Questo ministero era responsabile della cura delle vittime di guerra, degli orfani, dei rifugiati e delle famiglie dei soldati arruolati.
Nel dicembre 1922, dopo il Catastrofe dell'Asia Minore il governo Gonatas istituì il "Ministero della Salute, del Welfare e dell'Assistenza", che assorbì il "Ministero del Welfare Sociale". 

Da allora, il Ministero della Salute ha generalmente incluso il welfare sociale e, a partire dagli anni '70 circa, l'assicurazione sociale. Negli anni successivi, il dicastero ha subito diverse variazioni nella denominazione: "Ministero della Salute e della Solidarietà Sociale" dal 2004 al 2012, Ministero della Salute dal 2012 al 2015, "Ministero della Salute, della Sicurezza Sociale e della Solidarietà Sociale" nel 2015, per poi tornare a essere denominato Ministero della Salute.
Tuttavia, oggi le responsabilità del welfare sociale sono state trasferite al Ministero della coesione sociale e famiglia, mentre le funzioni di sicurezza sociale sono state riassegnate al Ministero del lavoro e della previdenza sociale (Grecia).
Il ministro della Salute più longevo è stato Spyridōn Doxiadīs, ministro nei governi di Costantino Karamanlis, per un totale di 48 mesi e 5 giorni.

## Ministri
| Ministro                                                                               | Partito          | Governo                 | Mandato           | Mandato           |
| Ministro                                                                               | Partito          | Governo                 | Inizio            | Fine              |
| -------------------------------------------------------------------------------------- | ---------------- | ----------------------- | ----------------- | ----------------- |
| Ministero dei servizi sociali (1974-1982)                                              |                  |                         |                   |                   |
| Andreas Kokkevīs (1909)                                                                | EK               | Karamanlís V            | 24 luglio 1974    | 9 ottobre 1974    |
| Spyridōn Doxiadīs (1917)                                                               | ND               | Karamanlís V            | 9 ottobre 1974    | 21 novembre 1974  |
| Vasileios Derdemezīs (1906)                                                            | ND               | Karamanlís VI           | 21 novembre 1974  | 22 febbraio 1975  |
| Kōnstantinos Chrysanthopoulos (1910)                                                   | ND               | Karamanlís VI           | 22 febbraio 1975  | 10 settembre 1976 |
| Kōstīs Stefanopoulos (1926)                                                            | ND               | Karamanlís VI           | 10 settembre 1976 | 28 novembre 1977  |
| Spyridōn Doxiadīs (1917)                                                               | ND               | Karamanlís VII          | 28 novembre 1977  | 10 maggio 1980    |
| Spyridōn Doxiadīs (1917)                                                               | ND               | Rallīs                  | 10 maggio 1980    | 21 ottobre 1981   |
| Paraskevas Avgerinos (1927)                                                            | PASOK            | Andreas Papandreou I    | 21 ottobre 1981   | 5 luglio 1982     |
| Ministero della salute e del benessere (1982-1985)                                     |                  |                         |                   |                   |
| Paraskevas Avgerinos (1927)                                                            | PASOK            | Andreas Papandreou I    | 5 luglio 1982     | 17 gennaio 1984   |
| Geōrgios Gennīmatas (1939)                                                             | PASOK            | Andreas Papandreou I    | 17 gennaio 1984   | 5 luglio 1985     |
| Geōrgios Gennīmatas (1939)                                                             | PASOK            | Andreas Papandreou II   | 5 luglio 1985     | 26 luglio 1985    |
| Ministero della salute, dell'assistenza sociale e della previdenza sociale (1985-1995) |                  |                         |                   |                   |
| Geōrgios Gennīmatas (1939)                                                             | PASOK            | Andreas Papandreou II   | 26 luglio 1985    | 5 febbraio 1987   |
| Geōrgios-Alexandros Magkanīs (1922)                                                    | PASOK            | Andreas Papandreou II   | 5 febbraio 1987   | 23 settembre 1987 |
| Giannīs Flōros (1925)                                                                  | PASOK            | Andreas Papandreou II   | 23 settembre 1987 | 18 novembre 1988  |
| Apostolos Kaklamanīs (1936)                                                            | PASOK            | Andreas Papandreou II   | 18 novembre 1988  | 2 luglio 1989     |
| Miltiadīs Evert (1939)                                                                 | ND               | Tzannetakīs             | 2 luglio 1989     | 12 ottobre 1989   |
| Geōrgios Merikas (1911)                                                                | Ind.             | Grivas                  | 12 ottobre 1989   | 23 novembre 1989  |
| Geōrgios Merikas (1911)                                                                | Ind.             | Zolōtas                 | 23 novembre 1989  | 11 aprile 1990    |
| Marietta Giannakou (1951)                                                              | ND               | Kōnstantinos Mītsotakīs | 11 aprile 1990    | 8 agosto 1991     |
| Geōrgios Souflias (1941)                                                               | ND               | Kōnstantinos Mītsotakīs | 8 agosto 1991     | 3 dicembre 1992   |
| Dīmītrīs Sioufas (1944)                                                                | ND               | Kōnstantinos Mītsotakīs | 3 dicembre 1992   | 13 ottobre 1993   |
| Dīmītrīs Kremastinos (1942)                                                            | PASOK            | Andreas Papandreou III  | 13 ottobre 1993   | 15 settembre 1995 |
| Ministero della salute e del benessere (1995-2004)                                     |                  |                         |                   |                   |
| Dīmītrīs Kremastinos (1942)                                                            | PASOK            | Andreas Papandreou III  | 15 settembre 1995 | 22 gennaio 1996   |
| Anastasios Peponīs (1924)                                                              | PASOK            | Simitis I               | 22 gennaio 1996   | 25 settembre 1996 |
| Kōstas Geitonas (1939)                                                                 | PASOK            | Simitis II              | 25 settembre 1996 | 30 ottobre 1998   |
| Lampos Papadīmas (1939)                                                                | PASOK            | Simitis II              | 30 ottobre 1998   | 13 aprile 2000    |
| Alekos Papadopoulos (1949)                                                             | PASOK            | Simitis III             | 13 aprile 2000    | 13 giugno 2002    |
| Kōnstantinos Stefanīs (1928)                                                           | PASOK            | Simitis III             | 13 giugno 2002    | 10 marzo 2004     |
| Ministero della salute e dell'assistenza sociale (2004-2012)                           |                  |                         |                   |                   |
| Nikītas Kaklamanīs (1946)                                                              | ND               | Karamanlīs I            | 10 marzo 2004     | 15 febbraio 2006  |
| Dīmītrīs Avramopoulos (1953)                                                           | ND               | Karamanlīs I            | 15 febbraio 2006  | 19 settembre 2007 |
| Dīmītrīs Avramopoulos (1953)                                                           | ND               | Karamanlīs II           | 19 settembre 2007 | 7 ottobre 2009    |
| Mariliza Xenogiannakopoulou (1963)                                                     | PASOK            | Giōrgos Papandreou      | 7 ottobre 2009    | 7 settembre 2010  |
| Andreas Loverdos (1956)                                                                | PASOK            | Giōrgos Papandreou      | 7 settembre 2010  | 11 novembre 2011  |
| Andreas Loverdos (1956)                                                                | PASOK            | Papadīmos               | 11 novembre 2011  | 17 maggio 2012    |
| Krīstos Kittas (1946)                                                                  | Ind.             | Pikrammenos             | 17 maggio 2012    | 21 giugno 2012    |
| Ministero della salute (2012-2015)                                                     |                  |                         |                   |                   |
| Andreas Lykourentzos (1957)                                                            | ND               | Samaras                 | 21 giugno 2012    | 25 giugno 2013    |
| Spyridōn-Adōnis Geōrgiadīs (1972)                                                      | ND               | Samaras                 | 25 giugno 2013    | 9 giugno 2014     |
| Makīs Voridīs (1964)                                                                   | ND               | Samaras                 | 9 giugno 2014     | 25 gennaio 2015   |
| Ministero della Salute e della Previdenza Sociale (Gennaio - Marzo 2015)               |                  |                         |                   |                   |
| Panagiōtīs Kouroumplīs (1943)                                                          | SYRIZA           | Tsipras I               | 27 gennaio 2015   | 28 agosto 2015    |
| Ministero della salute (2015 - oggi)                                                   |                  |                         |                   |                   |
| Athanasios Dīmopoulos (1961)                                                           | Ind.             | Thanou-Christofilou     | 28 agosto 2015    | 22 settembre 2015 |
| Andreas Xanthos (1960)                                                                 | SYRIZA           | Tsipras II              | 23 settembre 2015 | 5 novembre 2016   |
| Vasilīs Kikilias (1974)                                                                | ND               | Kyriakos Mītsotakīs     | 9 luglio 2019     | 25 Maggio 2023    |
| Anastasia Kotanidou                                                                    | Ind.             | Governo Sarmas          | 25 Maggio 2023    | 28 Giugno 2023    |
| Michalīs Chrisochoidīs                                                                 | Nuova Democrazia | Mītsotakīs II           | 28 Giugno 2023    | 14 Gennaio 2024   |
| Adōnis Geōrgiadīs                                                                      | Nuova Democrazia | Mītsotakīs II           | 14 Gennaio 2024   | in carica         |

## Fonti
1. ↑   budget for 2025 (PDF), su minfin.gov.gr.
2. ↑   Πώς σε 11 χρόνια χάθηκαν 23.000 μόνιμες θέσεις εργασίας στην Υγεία [The health sector has seen the loss of 23,000 permanent jobs over a period of 11 years.], su news247gr..
3. 1 2  (EL) Θεόδωρος Δαρδαβέσης, Η ιστορική πορεία του Υπουργείου Υγείας στην Ελλάδα (Il percorso storico del Ministero della Salute in Grecia) (PDF), su iatrikionline.gr.